# Cecilia Börjlind
Maria Cecilia Börjlind, även kallad Cilla Börjlind, född Gemvall den 8 mars 1961, är en svensk filmmanusförfattare samt romanförfattare. Hon är gift med Rolf Börjlind som hon skriver manus tillsammans med; de två författar dessutom böckerna om Tom Stilton och Olivia Rönning (till och med 2025 nio volymer) tillsammans. Hon är producent till filmen Fatimas tredje hemlighet.

## Filmografi
- Beck – Hämndens pris (2001)
- Beck – Mannen utan ansikte (2001)
- Beck – Annonsmannen (2002)
- Beck – Enslingen (2002)
- Beck – Kartellen (2002)
- Beck – Okänd avsändare (2002)
- Beck – Pojken i glaskulan (2002)
- Beck – Sista vittnet (2002)
- Danslärarens återkomst (2004)
- Graven (2004)
- Beck – Advokaten (2006)
- Beck – Flickan i jordkällaren (2006)
- Beck – Skarpt läge (2006)
- Täckmanteln (2006)
- Beck – Den japanska shungamålningen (2007)
- Beck – Den svaga länken (2007)
- Beck – Det tysta skriket (2007)
- Beck – Gamen (2007)
- Beck – I Guds namn (2007)
- Morden (2009)
- 2012 – Arne Dahl: Upp till toppen av berget
- 2016 – Springfloden (TV-serie)